# Chuck Burgi
Charles Arnold Burgi III, né le 15 août 1952 à Montclair (New Jersey), est un batteur américain. Il a joué avec de nombreux groupes de rock et musiciens, passant d'artistes locaux du New Jersey / New York à des groupes internationaux, tout au long de sa prolifique carrière. Il est actuellement le batteur du Billy Joel Band.

## Carrière
Après avoir joué sur plusieurs sessions d'albums, Burgi gagne sa place avec le groupe de jazz fusion, Brand X. Il connait ensuite un succès grand public avec son groupe, Balance au début des années 1980. Ce groupe comprend également Peppy Castro, Bob Kulick, Dennis Feldman et le célèbre arrangeur et claviériste Doug Katsaros . Le groupe  inscrit un hit dans le top 25 du classement des singles américains avec Breaking Away en 1981 . Bien que la chanson ait été enregistrée avant que Burgi ne rejoigne le groupe, il arrive à temps pour enregistrer l'album suivant de Balance, In for the Count.
En plus de Brand X, Burgi joue et tourne avec Al Di Meola, Hall & Oates, Joe Lynn Turner, Rainbow, Blue Öyster Cult, Meat Loaf, Fandango et Enrique Iglesias et enregistre avec de nombreux autres artistes, dont Michael Bolton, Glen Burtnik, Bon Jovi et Diana Ross .
Burgi est aussi membre du groupe sur scène du Twyla Tharp de Billy Joel dans sa comédie musicale Movin 'Out pendant les 3 ans et demi passés à Broadway .
Ses enregistrements récents incluent le CD live 12 Gardens Live de Billy Joel et le single 2007 écrit par Joel, Christmas in Fallujah, sorti uniquement sur iTunes. Depuis novembre 2005, Chuck est le batteur de Joel, effectuant de nombreuses tournées, dont un record de 12 concerts au Madison Square Garden de New York en 2006, la double soirée de 2008 The Last Play à Shea et le  concert à New York de Springsteen / Joel en octobre 2008 au bénéfice de  Barack Obama à l'Hammerstein Ballroom . Il apparaît également, avec l'ancien bassiste de Rainbow, Greg Smith, le chanteur de Danger Danger Ted Poley et le guitariste de Trixter Steve Brown, sur l'album éponyme de style hard rock mélodique Tokyo Motor Fist, sorti le 24 février 2017.
Il est le frère de l'acteur Richard Burgi et a brièvement vécu à Londres quand il jouait avec Brand X.

## Discographie

### Brand X
- 1978 : Masques
- 2016 : Live Stockholm

### Hall & Oates
- 1980 : Voices
- 1981 : The King Biscuit Flower Hour

### David Bendeth Band
- 1981 : Just Dessert

- 1981 : The Bendeth Band

### Balance
- 1982 : In For The Count

### Rainbow
- 1983 : Bent Ouf Of Shape
- 1986 : Finyl Vinyl
- 2013 : Black Masquerade
- 2015 : Japan Tour '84 / Live In Japan 1984

### Michael Bolton
- 1985 : Everybody's Crazy

### Joe Lynn Turner
- 1985 : Rescue You
- 1994 : Cult Classic
- 2016 : Street Of Dreams - Boston 1985

### Meat Loaf
- 1987 : Meat Loaf Live

### Blue Öyster Cult
- 1994 : Cult Classic
- 1998 : Heaven Forbid

### Red Dawn
- 1994 : Never Say Surrender

### Billy Joel
- 2006 : 12 Gardens Live
- 2010 : The Last Play At Shea (Le film documentaire)
- 2011 : Live At Shea Stadium (The concert)

### Shotgun Wedding
- 2016 : South Of Somewhere

### Tokyo Motor Fist
- 2017 : Tokyo Motor Fist

### Skull featuring Bob Kulick
- 2018 : Skull II (Now More Than Ever)